# Естонський полк «Таллінн»
Естонський прикордонний полк «Таллінн» (ест. Eesti Piirikaitserügement Tallinn, нім. Estnische Grenzschutz Regiment Reval) — естонське збройне формування, котре входило до складу Ваффен СС та складалася виключно з естонців. 

## Історія полку
У лютому 1944 року полк був сформований у Пярну як «3 Естонський прикордонний полк» (ест. 3. Eesti Piirikaitserügement). Під час створення полку, його командиром був підполковник Март Каерма (2.02.1897-8.04.1948). Після створення полк отримав назву «Естонський полк „Таллін”», хоча спочатку планувалося присвоїти ім'я «Нарва», проте так вже називався один із батальйонів. Командиром був призначений майор Ріхард Рубах (29.06.1899-7.11.1949), тодішній мер Нарви, заступником командира — лейтенант Нооркук. До складу входило 3 батальйони.
1. батальйон сформований на території Вільяндімаа — командир капітан Матс Мельдер (12.09.1904-14.10.1967)Eesti Sõjamuuseum. Ohvitseride andmekogu. Mats Mölder;
2. батальйон сформований на території Пярнумаа — командир капітан Юрі Юрґен[et] (16.09.1901-27.09.1995);
3. батальйон сформований на території Тартумаа — командир капітан Арнольд Пурре[et] (27.10.1902-16.09.1986)[3].

Вже 12 лютого 1944 року полк був направлений на фронт під Нарвою а 13 лютого прийняв бойове хрещення — взяв участь у відбитті Мерікюласького десанту. Через недостатню військову підготовку та нестачу в озброєнні (головним чином кулеметів),полк зазнав великих втрат.
Також полк брав участь у боях за Нарву та за лінію «Танненберг». 
Після активних бойових дій на Нарвському фронті, полк був розформований 8 травня 1945 року, особовий склад був приєднаний до 20-тої гренадерської дивізії СС.